# いろ鬼
いろ鬼（色鬼、いろおに）とは鬼ごっこの一種。

## 基本ルール
まず、参加者は「いろ、いろ、何色、どんな色？」などと鬼役に問いかけ、色を指定させる。他の参加者は鬼役が指定した色を探し出し、その色に触れていれば鬼役は捕まえることができず、鬼役はまだ触れていない人を追いかけなければならない。指定された色に触れる前に鬼役に捕まえられた場合には鬼役を交代し、逃げ手の全員が指定された色に触れることができた場合には鬼役は別の色を指定する。
このゲームでは「誰もが分かる色を言う」という暗黙の了解がある他、「自分の服や持ち物はダメ」とか「鬼が追いかけるのは3秒たってから」などのルールが追加される事もある。